# Екологічна етика
Екологічна етика (грец. oikos — оселя, середовище і грец. logos — слово, вчення) — галузь міждисциплінарних знань, предметом якої є моральні та духовні аспекти ставлення людини до живої і неживої природи. Вчення про належне у відносинах людини з природою, що сприймається як суб'єкт, заснованих на визнанні морального статусу природи, високому оцінюванні її внутрішньої і нематеріальної цінностей, повазі прав природи й обмеженні прав людини.

## Історія становлення
Засновниками екологічної етики можна назвати американського еколога і природоохоронника Олдо Леопольда (1887–1948) і німецького лікаря і філософа Альберта Швейцера (1875–1965). Класична праця О. Леопольда «Календар піщаного графства» була видана у 1949 році, після смерті його автора. У 1953 році вийшли інші його книги під заголовком «Кругова ріка». У цих роботах О. Леопольд розвив свої погляди з екології, екологічної етики (етики землі) і природоохоронної естетики. Етика благоговіння перед життям (універсальна етика) розроблена Альбертом Швейцером у класичних працях «Культура й етика» (написана на початку 20-х років і видана в 1923 році), а також у «Вченні про благословення перед життям» (написання етики дали екологічна теологія (вивчення екологічних етичних поглядів різних релігій), а також пильна увага до екологічних етичних традицій різних народів, зокрема, американських індіанців (екологічна етнографія).
Не слід заперечувати величезний вплив руху захисту тварин на розвиток екологічної етики. Ще в 1802 році у Франції була призначена премія за роботу, яка дала найкращу відповідь на питання: «Наскільки жорстокість, що практикується над тваринами, впливає на моральний рівень населення, і чи корисно буде видати щодо цього закони?»
Колискою товариств захисту тварин варто вважати Англію. У 1809 році прем'єр-міністр лорд Ерскін проголосив у палаті лордів: «Без жалю до тварин немає істинно гарного виховання, немає істинно доброго серця».
У 1822 році завдяки Ерскіну був прийнятий перший у Європі закон про покарання мучителів тварин. У 1824 році Річард Мартін заснував у Лондоні перше у світі товариство захисту тварин. У 1892 році на земній кулі існувало вже 780 таких товариств, з них в Англії — 244, у Німеччині — 191; у США — 105, у Швеції і Норвегії — 31. До 1896 року у світі відбулося 12 міжнародних конгресів товариств захисту тварин (80).
У 1959 році було створено Міжнародне товариство захисту тварин. На 1998 рік тільки в системі «Інтернет» були подані про 6 000 різних громадських організацій, що займаються правами тварин, які приводять три основні міжнародні акції: Антихутрова кампанія, Антикосметична кампанія і кампанія, спрямована на поліпшення умов утримання сільськогосподарського птаха і худоби у тваринницьких комплексах.
На Заході екологічна етика вперше голосно заявила про себе на початку 70-х років, коли її стали викладати у філософських курсах вузів. Піонером тут вважається університет штату Вісконсин, де екологічна етика читається професором Беярдом Каллікоттом з 1971 року. Із середини 70-х екологічна етика поправу стала називатись самостійною дисципліною. Особливо активно ця наука почала розвиватись в США, Англії, Австралії, Норвегії та Канаді.
У 1972 році Джон Б. Кобб-молодший опублікував першу статтю з екологічної етики в США «Чи не пізно? Теологія екології». У цьому ж році Вільям Блекстоун організував конференцію «Філософія й екологічна криза». У 1973 році Арне Нейс Надрукував статтю «Рух глибинної екології», що стала початком нового руху, а Ричард Рутлі вперше зробив доповідь по екологічної етики на світовому конгресі. У 1975 році Холмс Ролстон III у популярному журналі «Етика» опублікував статтю «Чи це екологічна етика?».
У 1990 році створюється Міжнародне товариство екологічної етики (його лідери — Лаура Вестра і Холмс Ролстон III) і Міжнародна асоціація природоохоронної філософії (на чолі з Брюсом В. Фольцем і Робертом Фродманом). Товариство філософії і теократії з початку 90-х років також багато уваги приділяє екологічній етиці. Ці товариства організовують конференції і публікують матеріали.
З'явилися журнали, спеціально присвячені екологічній етиці. Один з них організований у США філософом Юджином Харгроувом у 1979 році і був названий «Екологічна етика» («Environmental ethics»), з 1992 року в Англії випускається журнал «Екологічні цінності» («Environmental values»). У Канаді журнал «Сурмач» («The Trumpeter») — з 1983 року. У Німеччині існує журнал «Екологія й етика» («Okologie und ethic»). Крім цього в США видаються такі журнали як «Екофілософія» («Ecophilosophy»), «Глибинний екологіст» («The deep ecologist»), «Журнал сільськогосподарської й екологічної етики» («Journal of agricultural and environmental ethics»), «Між видами» («Between the species»), «Етика і тварини» («Ethics and animals»), «Етика і навколишнє середовище» («Ethics and the Environment») — з 1995 року, «Етика, місце, навколишнє середовище» («Ethics, Place and Environment») — з кінця 90-х. На 1981 рік бібліографічний список англоамериканської літератури з екологічної етики нараховував більш 3200 найменувань. Були проведені міжнародні конференції «Права нелюдської природи» (1974), «Гуманістична й екологічна свідомість» (1980), «Екологічна етика і Сонячна система» (1985) і ін.
Зараз екологічна етика на Заході має більше десятка різних напрямків, що бурхливо розвиваються (звільнення тварин, екоцентризм, екофемінізм, глибинна екологія і т. д.), а також таких яскравих теоретиків і проповідників як Холмс Ролстон III, Юджин Харгроув, Беярд Каллікотт. Спеціальний комітет з біоетики діє в Європейському Союзі. 24 квітня в багатьох країнах відзначається День прав тварин.
У 1982 році Генеральною Асамблеєю ООН прийнята Всесвітня Хартія природи — перший міжнародний документ, що підкреслює, що усім формам життя повинна бути забезпечена можливість існування.

## Основні концепції та напрямки

### Екоцентристські моделі
Засновник етики землі американський природоохоронник Олдо Леопольд писав:
етика землі закликає відноситися з увагою до біоспівтовариства не лише тому, що вона коштовна сама по собі, і через її цілісність, стабільність і красу, заради яких жертвуються інтереси її індивідуальних членів. Відповідно до етики землі не слід: знищувати чи сприяти вимиранню видів; нерозважно змішувати вітчизняні й екзотичні види; добувати непомірну енергію з надр і звільняти її в біоту; загачувати чи забруднювати ріки; варто піклуватися про тварин. Право на життя не вписується в структуру біоспівтовариства і тому не захищається етикою землі", не звертає ця етика уваги і на страждання тварин
Американський екофілософ Джон Беярд Каллікотт є активним прихильником екоцентричних поглядів Олдо Леопольда. Він розвив їх у власну модель ексцентричної етики. За Каллікоттом екосистеми більш значущі, ніж особини живих істот, і основою для морального судження повинні бути оцінка природних сутностей заради -них самих незалежно від будь-якої конкретної характеристики, якою вони можуть володіти (наприклад, внутрішня цінність, власність, благо, божественна цінність і та ін.).
До екоцентричної етики можна віднести модель екологічної етики, розробленої П. Венцем. Перше правило його етики говорить, що не слід заподіювати шкоду еволюційним процесам, що ведуть до збільшення біорізноманіття. Коли заподіяння такої шкоди виправдане, вона повинна бути зведена до мінімуму і повинно бути зроблене відшкодування. Друге етичне правило, назване правилом концентричних кіл, говорить: чим далі від кола, у центрі якого розташована людина, еволюційно знаходяться класи тварин, тим менше зобов'язані ми їх поважати.
Рядом авторів, наприклад, американським письменником та екофілософом Гаррі Снайдером, відстоюється етична концепція біорегіону. Біорегіон — це життєва територія, місце, визначене його життєвими формами, його топографією і біотою більшою мірою, ніж людським диктатом. Біорегіон керується природою, а не виконавчою владою.
Чеськими ученими Вацлавом Немецом і Людмилою Немецовою у 1990-х роках був запропонований ще один напрямок — геоетика, завданням якого є вивчення етичного відношення до неживих природних об'єктів — скель, каменів, надр Землі.

### Біоцентричні моделі
Розроблена німецьким філософом А. Швейцером етика благоговіння перед життям спирається на біоцентризм. Швейцер говорить:
я відчуваю спонукання висловлювати однакове благоговіння перед життям як стосовно моєї волі життя, так і стосовно будь-якої іншої. У цьому і є основний принцип моральності. Добро те, що служить збереженню і розвитку життя, зло є те, що знищує життя чи перешкоджає йому. Людина воістину моральна лише тоді, коли вона кориться внутрішньому спонуканню допомагати будь-якому життю, якому вона може допомогти, і утримуватися від того, щоб заподіяти живому будь-яку шкоду… Там, де я наношу шкоду будь-якому життю, я повинен ясно усвідомлювати, наскільки це необхідно. Я не згоден робити нічого, крім неминучого, — навіть самого незначного
Один із серйозних мінусів етики А. Швейцера в тому, що вона обмежує коло морально значимих об'єктів індивідуальними вищими тваринами, не рахуючи рослини і бактерії, а також не приймаючи до уваги популяції, види, біоценози, об'єкти неживої природи, надра Землі і всю глобальну екосистему в цілому. Недоліком його концепції є і те, що він не розробив на її основі правила розв'язання конфліктних і кризових ситуацій.
Концептуально близько до етики благоговіння перед життям А. Швейцера знаходиться етика поваги до природи американського екофілософа Пола Тейлора. Тейлор вважає, що, приймаючи позицію поваги до природи як остаточну моральну позицію, ми зобов'язуємося жити за визначеними нормативними принципами, що керують нашими відносинами із природою. По Тейлору етичне зобов'язання стосовно амеби ідентичне нашому зобов'язанню стосовно кита чи орла. Принципу-поваги до природи повинна дотримуватися кожна людина, незалежно від того, любить вона природу чи ні. Автор думає, що кожна жива істота має у своєму розпорядженні свою власну справжню цінність, що полягає у власному благу. Тому будь-яку живу істоту потрібно визнати як Телеологічний центр життя, що намагається зберегти себе і реалізувати власне благо своїм власним шляхом.
Екофілософи-біоцентристи Гудпастер і Етрильд, на відміну від Тейлора, думають, що живі істоти не усі мають рівну моральну цінність. На їх думку бактерії і найпростіші мають мізерно малу моральну значимість, на відміну від вищих тварин, котрі мають значно більшу моральну цінність.

### Екобіоцентричні моделі
Не так давно виник рух «глибинної екології» (термін введений норвезьким філософом А. Нейсом у 1972 році). Його філософська доктрина спирається на вісім екобіоцентричних етичних принципів, дороблених у 1985 p. В. Дивалом і Дж. Сешеном.
1. Процвітання і благо людської і нелюдської форм життя на Землі цінне саме по собі. Цінність нелюдського світу не. залежить від користі для людини.
2. Багатство і розмаїття форм життя сприяє реалізації цих цінностей і цінне саме по собі.
3. Люди не мають права зменшити це багатство і розмаїття, крім випадків задоволення життєво важливих потреб.
4. Процвітання людського життя і культур сумісне тільки з істотним зниженням людської популяції.
5. Нинішнє втручання людини в природний світ надмірне і ситуація швидко погіршується.
6. Тому політика повинна бути змінена. Ці зміни повинні задіяти базові економічні, технологічні й ідеологічні структури. Лише тоді ситуація буде серйозно відрізнятися від нинішньої.
7. Ідеологічною зміною повинне бути високе оцінювання якості життя.
8. Ті, хто згодний з цими пунктами, повинні намагатися здійснювати ці зміни (3).

Прихильники «глибинної екології» відстоюють фундаментальні соціокультурні зміни. Особливо вони опираються розгляду природи просто як джерело ресурсів людини. Деякі глибинні екологи заперечують важливість людського виду. Дейв Формен, наприклад, думає, що люди — це тільки один з багатьох видів, і що нас занадто багато. Він вважає, що життя людини не важливіше, ніж життя інших істот, і що здоров'ю біосфери варто віддати перевагу перед людським благом.

## Етика дикої природи як радикальний напрямок екологічної етики
Основні принципи етики дикої природи:
1. Поважай дику природу як святий простір.
2. Поважай дике життя як священне.
3. Поважай волю, автономію, незалежність, природні права дикої природи і її видів.
4. Заповідай якнайбільше ділянок дикої природи.
5. Не заподій шкоди дикій природі, не керуй і не контролюй її, тому що це гріх.
6. Люби і цінуй диких живих істот, а також ділянки дикої природи заради них самих.
7. Не заважай дикій природі і її видам здійснювати своє еволюційне призначення.
8. Існування дикої природи, її видів, еволюційних і екологічних процесів добре саме по собі.
9. Невикористання дикої природи — благо.

## Екоетичний ідеал
Під екоетичним ідеалом розуміється таке суспільство чи світ, де благо живих істот та екосистем може бути досягнуте одночасно з (частково контрольованим) задоволенням людських потреб.
Основна функція ідеалу полягає в тім, щоб дати підстави для практичних цілей. Зрозумівши зміст ідеалу, особистості знають загальний напрямок, якого вони повинні дотримуватись ставлячи практичні завдання. Процес найтіснішого наближення до ідеалу сам по собі є моральним процесом. Однак для досягнення благої мети не можуть використовуватися порочні цілі. Тільки в рамках, установлених правилами людської й екологічної етики припустимі дії, що здійснені морально припустимими засобами для досягнення екоетичного ідеалу.
Це умова життя на Землі, за якої люди можуть дбати лише про свої особисті інтереси і вести прийнятий у їхній культурі спосіб життя, у той же час дозволяючи багатьом біотичним угрупуванням у величезній розмаїтості екосистем вести безперешкодне існування, У цьому екоетичному ідеалі наша роль як моральних особистостей полягає в тому, щоб спрямовувати і контролювати свою поведінку відповідно до принципів і правил, запропонованих екологічною етикою.
Першим і важливим кроком на шляху до екоетичного ідеалу є внутрішня зміна наших моральних переконань і поглядів. Ми не повинні плутати труднощі завдання з його нездійсненністю. Звичайно, багатьом людям буде дуже важко змінити свої моральні цінності, переконання, спосіб життя. Психологічно це може потребувати глибокої моральної переорієнтації.
Більшість з нас у сучасному світі виховувалося в антропоцентричній культурі, у якій уроджене верховенство людини над іншими видами вважається дарованим зверху.